# Сфера Бернала

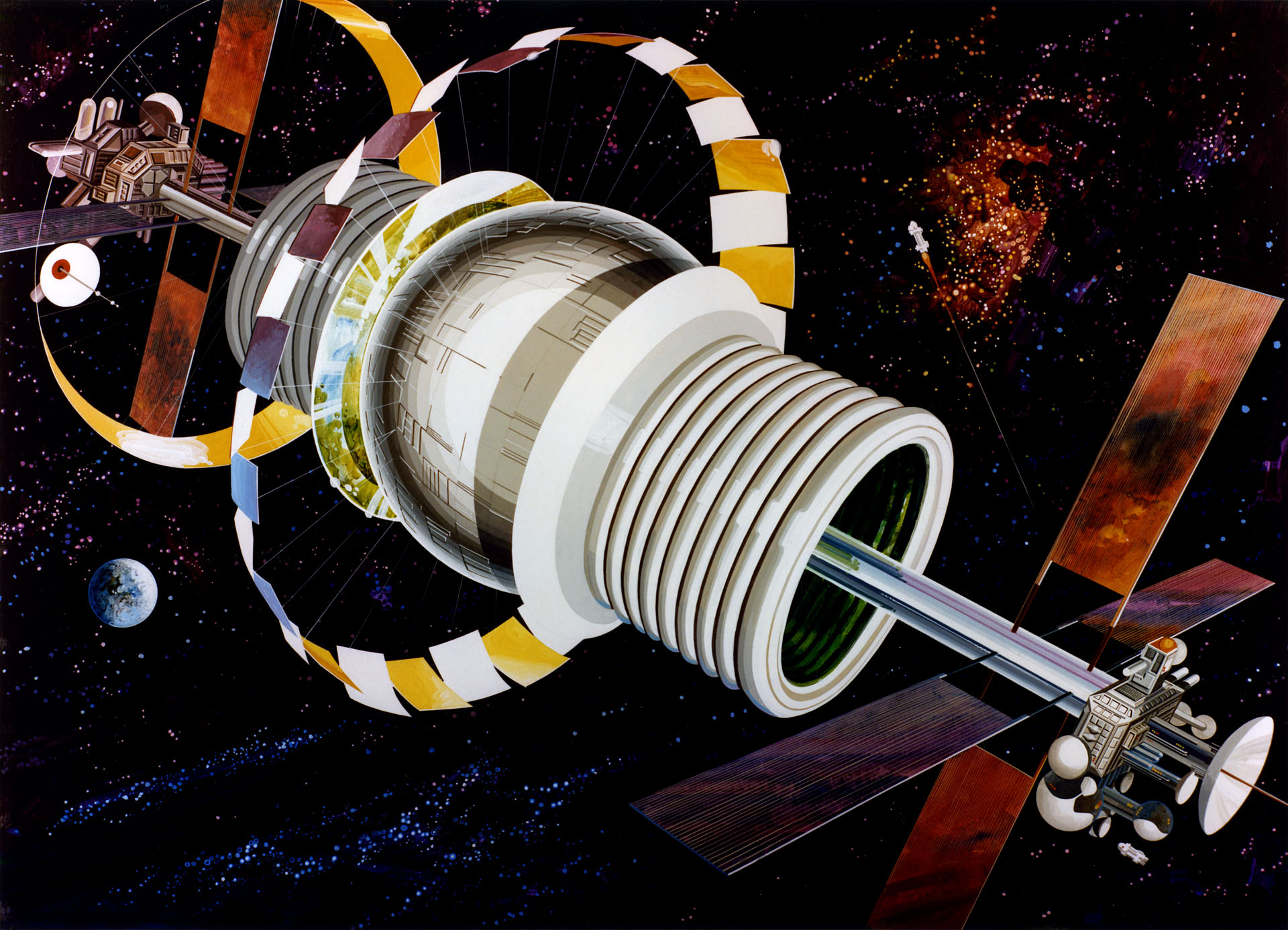
Внешний вид сферы Бернала

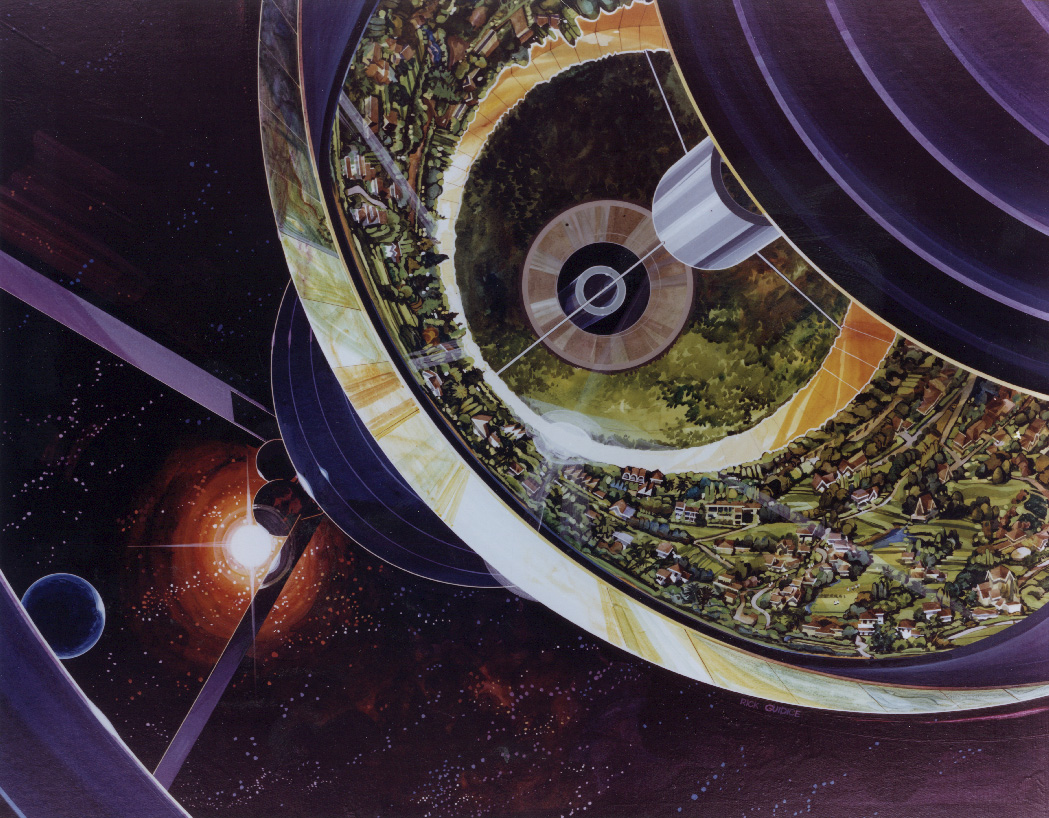
Внутренняя часть сферы — вид через световое окно сферы

Сфера Бернала — это тип орбитальной станции и космического поселения, разработанный в 1929 году Джоном Десмондом Берналом; «пространственная среда», предназначенная для постоянного проживания людей. Оригинальный проект Бернала представлял собой сферу диаметром около 10 миль (16 км), способную вместить 20—30 тыс. человек и наполненную воздухом.

## Также
- NASA SP-413: Space Settlements — A Design Study. Архивная копия от 1 августа 2009 на Wayback Machine